# Monareczka płaczliwa
Monareczka płaczliwa, monarka płaczliwa (Symposiachrus infelix) – gatunek małego ptaka z rodziny monarek (Monarchidae). Jest endemitem Wysp Admiralicji należących do Papui-Nowej Gwinei. Jego naturalne siedliska to subtropikalne lub tropikalne wilgotne lasy nizinne oraz subtropikalne lub tropikalne lasy namorzynowe. Jest bliski zagrożenia wyginięciem ze względu na utratę siedlisk.

## Taksonomia
Ptak został pierwotnie umieszczony w rodzaju Monarcha, następnie przeniesiony do Symposiachrus w 2009.

### Podgatunki
Wyróżnia się dwa podgatunki:
- S. i. infelix (P.L. Sclater, 1877) – monareczka płaczliwa – występujący na wyspie Manus,
- S. i. coultasi (Mayr, 1955) – monareczka białoplama – występujący na wyspach Tong i Rambutyo.

## Morfologia
Obie płcie są do siebie podobne. Głowa i pierś w większości czarne, z dużą białą łatą od ucha po boki szyi, biały także brzuch. Wierzch ciała i skrzydła czarne z dużą białą plamą na skrzydle. Ogon czarny z białymi piórami zewnętrznymi (podgatunek coultasi ma ogon biały z czarnymi końcówkami środkowych sterówek). Długość ciała 14,5–15 cm.

## Występowanie
Monareczka płaczliwa jest endemitem Wysp Admiralicji należących do Papui-Nowej Gwinei. Zasięg występowania (Extent of Occurrence, EOO) obejmuje 13 800 km². Występuje w większości siedlisk z zadrzewieniami. Zasiedla lasy pierwotne, a także lasy wtórne i zadrzewienia, zarośla i namorzyny. Ptak nie migruje.

## Zachowanie
Wokalizacja obejmuje serię wysokich gwizdów i skrzeczących dźwięków. Sporadycznie unosi ogon, gdy jest zaniepokojony.

## Zdobywanie pokarmu
Brak informacji na temat diety. Zazwyczaj żeruje samotnie lub w parach. Żywi się na niższych i średnich poziomach drzew leśnych.

## Status i zagrożenia
W Czerwonej księdze gatunków zagrożonych Międzynarodowej Unii Ochrony Przyrody gatunek został zaliczony do kategorii NT (ang. Near Threatened – bliski zagrożenia). BirdLife International uznaje trend liczebności populacji za malejący. Gatunek ten ma ograniczony zasięg i uważa się, że obszar i jakość jego siedlisk stale się pogarszają. Wielkość populacji nie została określona ilościowo.